# Cantó d'Isigny-le-Buat
El cantó d'Isigny-le-Buat és un cantó francès del departament de la Manche, situat al districte d'Avranches. Compta amb l'únic municipi d'Isigny-le-Buat.

## Municipis
- Isigny-le-Buat

## Història
| Data d'elecció                           | Identitat       | Partit                     | Qualitat |
| ---------------------------------------- | --------------- | -------------------------- | -------- |
| 1945-1949                                | André Foisil    | --                         |          |
| 1949-1963                                | Maurice Vaudoir | Independent                |          |
| 1963-1967                                | Louis Vaudoir   | Divers droite              |          |
| 1967-2004                                | Bernard Pinel   | Divers droite, després UDF |          |
| 2004-                                    | Louis Desloges  | Divers droite              |          |
| les dades anteriors no són pas conegudes |                 |                            |          |
|                                          |                 |                            |          |

## Demografia
| A partir de 1990: Població sense dobles comptes |